# جورج بولر
جورج بولر (انگلیسی: George Bowler؛ ۲۳ ژانویه ۱۸۹۰ – اکتبر ۱۹۴۸ (۵۸ ساله)) بازیکن فوتبال اهل بریتانیا بود.
از باشگاه‌هایی که در آن بازی کرده‌است می‌توان به باشگاه فوتبال لوتون تاون، باشگاه فوتبال تاتنهام هاتسپر، باشگاه فوتبال گرزلی، و باشگاه فوتبال دربی کانتی اشاره کرد.